# Lipotriches xanthogastra
Lipotriches xanthogastra là một loài Hymenoptera trong họ Halictidae. Loài này được Alfken mô tả khoa học năm 1926.